# Asilus laetus
Asilus laetus är en tvåvingeart som först beskrevs av Christian Rudolph Wilhelm Wiedemann 1824.  Asilus laetus ingår i släktet Asilus och familjen rovflugor. Inga underarter finns listade i Catalogue of Life.